# Stazione di Due Maestà
Stazione di Due Maestà vasútállomás Olaszországban, Reggio Emilia településen.

## Vasútvonalak
Az állomást az alábbi vasútvonalak érintik:
- Reggio Emilia-Sassuolo-vasútvonal

## Kapcsolódó állomások
A vasútállomáshoz az alábbi állomások vannak a legközelebb:
- Reggio Ospizio railway halt